# Empedrado (Argentina)
Empedrado es una ciudad argentina, en la provincia de Corrientes, capital del departamento homónimo.
La ciudad de Empedrado se encuentra ubicada al noroeste de la provincia de Corrientes, 61 kilómetros al sur de la capital provincial. La RN 12 constituye la principal vía de acceso a la ciudad, la comunica con la capital provincial y otras ciudades importantes (Paraná, Santa Fe, Buenos Aires -de esta última dista 945 km-). También la comunican con la ciudad de Corrientes y con Buenos Aires un ramal ferroviario y la hidrovía constituida por el gran río Paraná.
Empedrado se ubica sobre la margen oriental del río Paraná y a poca distancia, al sur, de la confluencia del río de Empedrado con el Paraná, en la subregión de los Esteros Correntinos dentro de la denominada Llanura Platense en la Mesopotamia Argentina. El municipio comprende a las islas: Caballada, Montenegro, del Tabaco, Chimbolar, y Laurelti.
La altura media de la ciudad respecto al río Paraná es de 64 m s. n. m.

La temperatura media anual es de 20-21 °C, el clima es tropical con veranos cálidos e inviernos templados con muy raras heladas en julio.

## Toponimia
Esta pintoresca y añeja ciudad se encuentra a orillas del río Paraná. El nombre "Empedrado" tiene distintos orígenes, uno de ellos se debe a las antiguas canteras de granito existentes en sus adyacencias. Es conocida en la provincia como "La Perla del Paraná".

## Turismo
Empedrado se encuentra embellecida por sus elevadas y coloridas barrancas sobre el río Paraná, barrancas escarpadas y de curiosas formas a las que asoman antiguas y solariegas casas residenciales (en ciertos casos mansiones con trazas de la Belle Époque) de fines del siglo XIX e inicios del siglo XX).

Además de observar un paisaje bucólico resaltado por lo sugestivo de los antiguos caserones, el turista puede deleitarse en sus balnearios, practicando deportes acuáticos o la pesca deportiva de especies de carne muy sana y exquisita tales como el dorado, el surubí, el pacú, el manguruyú, el pez amarillo, la boga, etc. 
Todos los 6 de enero, en varias capillas de esta ciudad, se venera a San Baltazar, el santo negro patrón de los afroargentinos y los negros. Se le rinde culto a este santo, mediante toques y danzas de zemba (también llamada charanda), Candombe, etc.

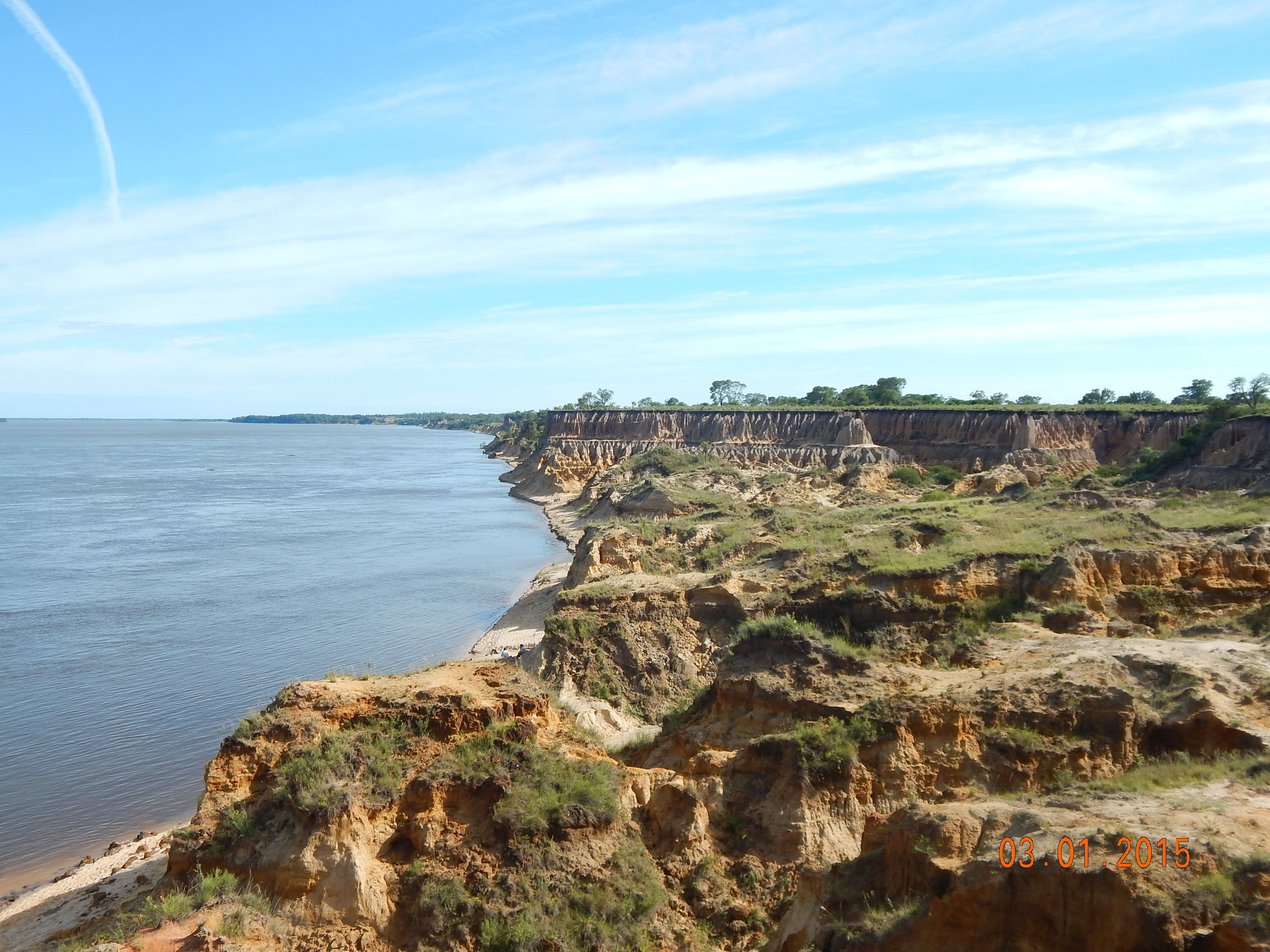
Barrancas de Empedrado

También se celebra desde hace años, todos los 20 de agosto, la fiesta de San La Muerte, que congrega a fieles de todo el país, siendo una de la principales atracciones de la localidad.

## Historia
En las proximidades al lugar donde actualmente se encuentra emplazada la ciudad de Empedrado, a principios del siglo XVII los españoles fundaron el fortín de Santiago Sánchez, que dio origen al llamado Pueblo Viejo. Sin embargo las incursiones de indios mocovís y "tobas" procedentes del Gran Chaco destruyeron esta primera población a fines del siglo XVIII, solamente restó un oratorio o capilla en donde se veneraba a un Cristo Crucificado, "El Señor Hallado" que aún existe y es el patrono de Empedrado. 
En torno a la capilla resurgió la población, cuya fecha fundacional se considera en el año 1826.

A finales del s XIX Empedrado comenzó a ser concurrida merced a sus atractivos paisajes y balnearios por la "élite" correntina e incluso por los porteños etc. que viajaban en "vapor" por el río Paraná.

## Economía
Aunque Empedrado -como otras ciudades y poblaciones a orillas del Paraná- posee un gran potencial turístico, las actividades económicas aún (marzo de 2006) se centran en el sector primario: ganadería de bovinos y ovinos; agricultura (arroz, cítricos, algodón) y la actividad maderera con la presencia de aserraderos. El sector secundario se encuentra poco desarrollado y corresponde básicamente a la elaboración simple de las materias primas de la zona.

## Población
Cuenta con 9 258 habitantes (Indec, 2010), lo que representa un incremento del 17,8% frente a los 7 861 habitantes (Indec, 2001) del censo anterior.
| Gráfica de evolución demográfica de Empedrado entre 1991 y 2010 |
|                                                                 |
| Fuente: censos nacionales del INDEC                             |

## Fundación
En Empedrado, a partir de su reconocimiento como pueblo, se inicia un nuevo proceso de desarrollo y despegue, con su organización política institucional, social, cultural y económica, que lo incorpora al concierto de los pueblos más importantes de la provincia.
Por su parte, Manuel Florencio Mantilla documenta la fundación de Empedrado de la siguiente manera: existía una forma de ranchería alrededor de la capilla, que los vecinos consagraron al Señor Hallado.
Al principio de 1826, el gobierno compra a Dionisio Suárez un terreno de 1500 varas en cuadro para el pueblo de Empedrado (fue una plaza cuadrada y dos calles paralelas a cada costado de una cuadra cada una). La ley del 14 de septiembre de 1926 aprobó los actos del gobierno.
Denomínase al pueblo “Capilla del Señor”, en 1827 en el mes de noviembre tuvo su primera escuela. Empedrado, emprende desde ese momento una marcha sin prisa, pero sin pausa en el derrotero para alcanzar el sitial que le tiene reservado en el consenso de los pueblos.
Empedrado, comúnmente llamada “la Perla del Paraná”, conserva el estilo arquitectónico de lejanas épocas. Sus altas barrancas le han concedido justa nombradía.

## Culto

### Parroquias de la Iglesia católica en Empedrado
| Arquidiócesis | Corrientes            |
| ------------- | --------------------- |
| Parroquia     | Nuestro Señor Hallado |